# Johann Böckh

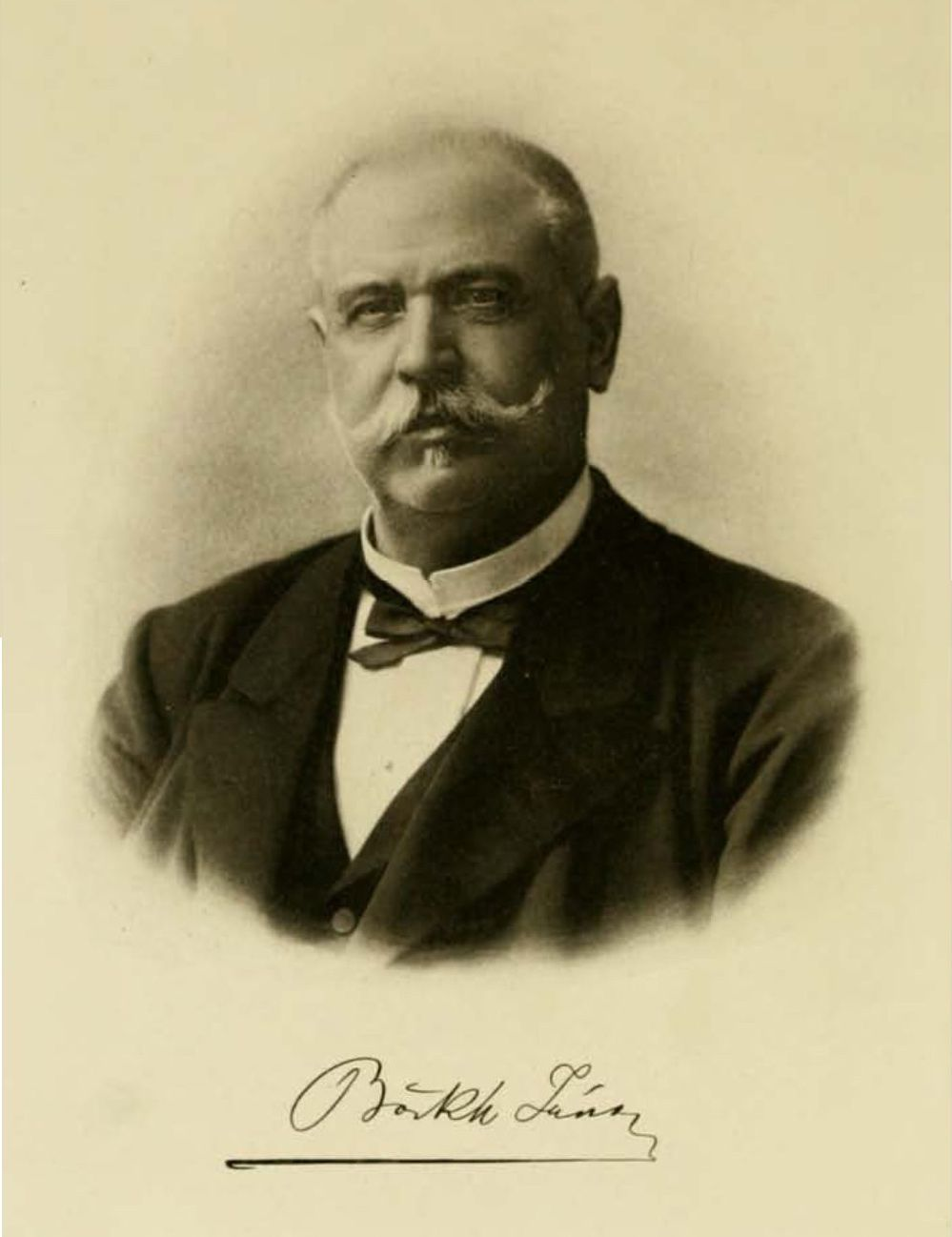
Johann von Böckh

Johann von Böckh, ungarisch Böckh János (* 20. Oktober 1840 in Pest; † 10. Mai 1909 in Budapest) war ein ungarischer Geologe und Direktor der königlichen ungarischen geologischen Anstalt.

## Leben
Johann Böckh war der Sohn eines Arztes aus Somorja, Adalbert Böckh, und seiner Mutter Wilhelmine Deutsch, einer Waise aus Pest. Seine höhere Schulausbildung erlangte er zwischen 1850 und 1854 am kgl. Obergymnasium in Pozsony (heute Bratislava) und wechselte für ein weiteres Schuljahr zwecks besseren Zeichenunterrichts an die dortige Oberrealschule.
Wegen einer beabsichtigten militärischen Laufbahn ging Böckh an die Genieschule in Krems, wo er bis 1858 verblieb. Durch eine Sportverletzung musste er sein ursprüngliches berufliches Ziel jedoch aufgeben. Im Herbst 1858 nahm er mit Hilfe eines Stipendiums an der Montan- und Forst-Akademie in Schemnitz das Studium der Montanwissenschaften auf. Dieses Studienfach belegte Böckh bis 1862, das er mit einem Diplom abschloss.
Die erste berufliche Tätigkeit nahm Böckh am 18. November 1862 als Bergpraktikant bei der Markscheiderei und im Grubenbetrieb der k.k. Eisenwerks-Direktion im steiermärkischen Eisenerz auf. Zwischen dem 1. Oktober 1863 und dem Herbst 1864 arbeitete er im niederösterreichischen Reichenau und danach bei der k.k. Walzwerks-Oberverwaltung in Hirschwang. Am 17. Dezember 1864 ernannte man ihn zum Bergexpectanten und das k.k. Finanzministerium berief ihn in den Dienst der k.k. geologischen Reichsanstalt in Wien, wo er in einem Fortbildungskurs bis 1866 weitere geologische Kenntnisse erwarb. Parallel hörte er an der Universität Wien ausgewählte Vorlesungen. Dabei nahm er an Veranstaltungen von Wilhelm Haidinger, Franz von Hauer, Eduard Suess und Franz Fötterle teil. Auf Initiative des Chefgeologen Fötterle bereiste Böckh 1865 und 1866 im Rahmen von Exkursionen Bergbaubetriebe und Schmelzhütten in Ungarn, Westgalizien sowie in Böhmen und Mähren.
Schließlich setzte ihn der Sektionsgeologe Guido Stache zu Kartierungsarbeiten in der nördlichen Gegend von Vác ein. Im Rahmen dieser Feldarbeiten erledigte Böckh in den Bereichen der Generalstabskartenblätter Section 46 und 47 (Col. XXXIV.) geologische Aufnahmearbeiten im Komitat Nógrád. Sein Bericht mit dem Titel „Geologische Verhältnisse der Umgebung von Buják, Ecseg und Herenesény“ stellt seine erste selbständige wissenschaftliche Veröffentlichung dar und wurde im Jahrbuch (1866) der k.k. geologischen Reichsanstalt veröffentlicht. Die nachfolgende Feldarbeit unter Anleitung und Beteiligung von Guido Stache führten beide in der Mitte des Jahres 1866 zu einer Übersichtsaufnahme in das Borsoder Bükkgebirge und seiner benachbarten Vorberge sowie in das untere Sajó- und Hernádtal. Seine zweite wissenschaftliche Publikation bildete dann der Bericht über diese Arbeiten. Damit endete sein Kurs an der k.k. geologischen Reichsanstalt.
Im Dezember 1866 erhielt Böckh eine Stelle in der Montansektion des k.k. Finanzministeriums in Wien. Die politischen Veränderungen in seiner Heimat schienen einen großen Eindruck auf ihn auszuüben und Böckh wechselte auf eigenem Antrag mit Wirkung vom 24. Oktober 1867 an das kgl. ungarische Finanzministerium. Dort arbeitete er unter Leitung des stellvertretenden Staatssekretärs Gustav von Gränzenstein bis zum 1. August 1868. In dieser Zeit, als sich die offiziellen Beziehungen zwischen Budapest und Wien nur spannungsvoll gestalteten, beabsichtigte die k.k. geologische Reichsanstalt die geologischen Aufnahmearbeiten auf dem Gebiet des Königreich Ungarns in eigener Regie weiter fortzusetzen. Diesem Vorschlag folgte man in Budapest nicht.

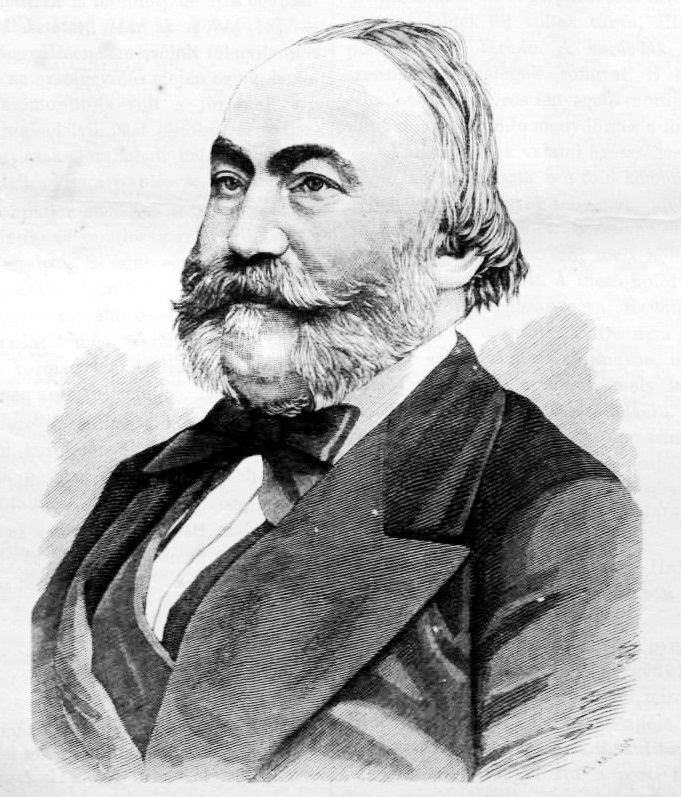
Minister (István) Stefan Gorove

Der kgl. ungarische Minister für Agrikultur, Industrie und Handel Stefan Gorove verfügte die Gründung einer eigenständigen kgl. ungarischen geologischen Sektion an seinem Ministerium. Zur Leitung dieser Gruppe berief man Maximilian Hantken. Johann Böckh zog es wieder zu praktischen geologischen Arbeiten. Er ließ sich vom ungarischen Finanzminister beurlauben, um sofort in eine vorläufige Tätigkeit bei dieser geologischen Sektion überzuwechseln. Dadurch war er an der ersten eigenständigen geologischen Detailaufnahme durch ungarische Fachkräfte beteiligt. Der ungarische Finanzminister Melchior von Lónyay ernannte ihn am 21. März 1869 zum Honorär-Konzipisten und der Ackerbauminister berief ihn schließlich am 22. Dezember 1869 in den Dienst der inzwischen geschaffenen kgl. ungarischen geologischen Anstalt, wo er die Aufgaben eines Hilfsgeologen übernahm. Der Siebenbürgische Verein für Naturwissenschaften zu Hermannstadt nahm ihn am 15. März 1869 als Mitglied auf.
In dieser Zeit machte Johann Böckh die Bekanntschaft von Antonie Hofmann, die Tochter des Bergbauunternehmers Zacharias Hofmann. Diese Verbindung fand durch die gute Beziehung zu seinem Kollegen Karl Hofmann persönliche Unterstützung, da er der ältere Bruder von Antonie war. Johann Böckh und Antonie Hofmann heirateten am 11. August 1873 in Păuliș (im Komitat Arad). Aus dieser Ehe gingen drei Kinder hervor, Hugo (1874–1931), Wilhelmine (* 1876) und Béla (* 1878).
Seine berufliche Entwicklung schritt voran; am 30. November 1871 zum Sektionsgelogen der Anstalt und am 23. November 1872 schließlich zum zweiten Chefgeologen. Karl Peters versuchte ihn in Briefen zur Übernahme eines paläontologischen Lehrstuhles an der Prager oder Grazer Universität zu ermuntern. Beide Angebote lehnte Böckh jedoch ab.
Zwischen 1882 und 1908 war Böckh Direktor der kgl. ungarischen geologischen Anstalt. Diese Leitungsaufgabe übernahm er am 26. Januar 1882, wurde aber erst am 22. Juni desselben Jahres offiziell zum Direktor berufen. Seine Nachfolge im Amt trat Lajos Lóczy sen. an.
Die ungarische geologische Gesellschaft wählte ihn am 13. Februar 1889 zu ihrem Vizepräsidenten. Als ihr Präsident amtierte er vom 6. Februar 1895 bis zum 6. Februar 1901.
Im Rahmen der Millenniumsausstellung von 1896 in Budapest wirkte er in der Landeskommission zu ihrer Vorbereitung mit. Dabei übernahm er leitende Verantwortung für die Abteilungen Geologie und praktische Geologie sowie Agrogeologie und Hydrogeologie.
Im Sommer 1889 nahm er am VII. Internationalen Geologenkongress in Sankt Petersburg teil, wo er das Königreich Ungarn offiziell vertrat. Böckh nahm auch am nächsten Treffen 1900, dem VII. Internationalen Geologenkongress in Paris, teil und vertrat dort seine Regierung im offiziellen Auftrag. Auf seine bisherigen Erfahrungen zurückgreifend wurde er in der Vorbereitungskommission für die Pariser Weltausstellung Mitglied mit der Verantwortung für zwei Themenbereiche.

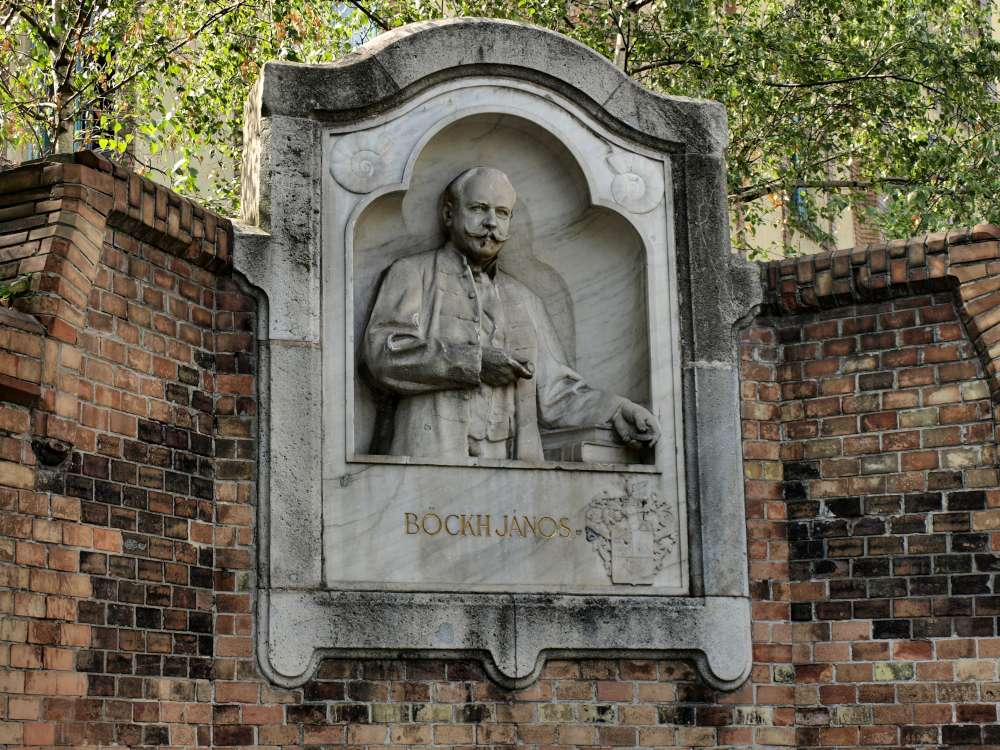
Flachrelief in Marmor mit dem Bildnis von Johann Böckh an der Mauer des Geologischen Instituts in Budapest XIV. (Stefánia út 14.)

Auf eigenen Antrag versetzte man ihn mit Wirkung vom 13. Juli 1908 in den dauerhaften Ruhestand. Er starb bereits am 10. Mai 1909 an den Folgen eines Herzinfarkts in seiner Budapester Wohnung.

## Familie
Die Geschwister seiner Eltern waren an den Folgen einer Choleraepidemie verstorben. Johann Böckh hatte eine Schwester und einen Bruder. Seine ältere Schwester Pauline heiratete später den Fabrikbesitzer Gustav Szlubek im damaligen Pozsony. Sein jüngerer Bruder Béla wurde Arzt in dieser Stadt.

## Arbeiten zur Erdölerkundung
Als verdienstvoll werden seine Anregungen zur Suche nach Erdöllagerstätten im Königreich Ungarn eingeschätzt. Demnach stellte man geologische Voruntersuchungen und in der Folge Erkundungsbohrungen an. Böckh unternahm hierfür Kartierungsarbeiten der Gebiete bei Szassal im Tal des Iza (Komitat Máramaros), wo an dem von ihm vorhergesagten Punkte bei einer Bohrung im Jahre 1896 Erdöl gefunden wurde. Ferner untersuchte er zu diesem Zweck das Gebiet um Sósmező im Komitat Háromszék. Diese Untersuchungen wurden im Auftrag des ungarischen Ministerpräsidenten Sándor Wekerle vorbereitet und ausgeführt. Diese Lagerstätten waren schon länger bekannt und sind bereits 1780 durch Johann Ehrenreich von Fichtel erwähnt worden. In der zweiten Hälfte des 19. Jahrhunderts hatten Henri Coquand, Franz Herbich und andere Geowissenschaftler hierzu umfangreiche geologische Erkundungen unternommen, an die Böckh mit seinen Arbeiten anschloss.

## Mitgliedschaften und Würdigungen
- Korrespondierendes Mitglied der Ungarischen Akademie der Wissenschaften
- Vorstand der Geologischen Gesellschaft Ungarns (1895–1901)
- Ehrenmitglied der Ungarischen Geographischen Gesellschaft (am 11. März 1897)
- Orden der Eisernen Krone, III. Klasse (am 10. Oktober 1896 verliehen)
- St. Stanislaus-Orden, II. Klasse mit Stern des russischen Zaren (im Frühjahr 1899 verliehen)
- Josef-Szabó-Medaille der Ungarischen Geologischen Gesellschaft (1900)
- Ehrenmitgliedschaft der Ungarischen Geologischen Gesellschaft (1901)
- Titelverleihung zum kgl. Ministerialrat (1902)
- korrespondierendes Mitglied des Siebenbürgischen Vereins für Naturwissenschaften zu Hermannstadt (1904)
- Adelsprädikat „von Nagysur“ durch königliche Anordnung (1907)

## Ausgewählte Werke

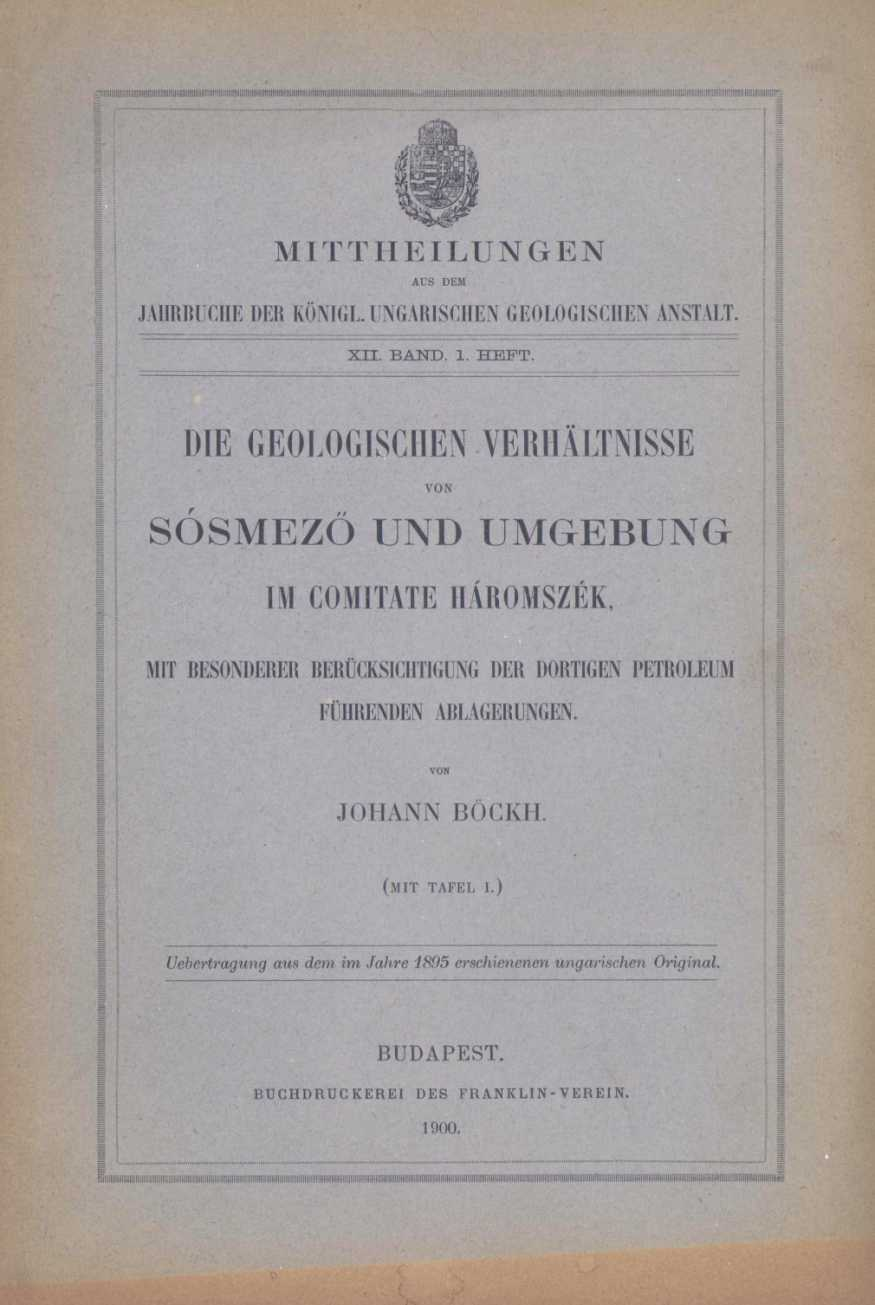
Publikation (1900) Böckhs zur Erkundung von Erdöllagerstätten

### Schriften
- Die geologischen Verhältnisse des südlichen Theiles des Bakony. In: Mittheilungen aus dem Jahrbuche der Königlich Ungarischen Geologischen Anstalt. Pest 1874.
- János Böckh & Tamás Szontagh: Die Königlich Ungarische Geologische Anstalt. Budapest 1900.
- Der Stand der Petroleumschürfungen in den Ländern der Ungarischen Heiligen Krone. Budapest 1909.

### Geologische Karten
- Johann Böckh, Franz Schafarzik: Die Umgebung von Budapest und Szt.Endre. Zone 15, Kol. 20. 1:75.000, Budapest, 1904.
- Geologische Aufnahmen der königl. ung. geologischen Anstalt: Temeskutas und Oravicabánya, Zone 25, Kol. 25. Budapest 1909.
- Geologische Aufnahmen der königl. ung. geologischen Anstalt: Nagyvárad, Zone 17, Kol. 26. Budapest 1910.
- Geologische Aufnahmen der königl. ung. geologischen Anstalt: Berezna und Szinevér, Zone 12, Kol. 29. Budapest 1910.
- Geologische Aufnahmen der königl. ung. geologischen Anstalt: Brusztura, Zone 11, 12, Kol. 30. Budapest 1910.
- Geologische Aufnahmen der königl. ung. geologischen Anstalt: Dognácska und Gattaja, Zone 24, Kol. 25. Budapest 1911.
- Geologische Aufnahmen der königl. ung. geologischen Anstalt: Ökörmező und Tuchla, Zone 10, 11, Kol. 29. Budapest 1911.
- Geologische Aufnahmen der königl. ung. geologischen Anstalt: Umgebung von Szempcz und Tallós, Zone 13, Kol. 17. 1:75.000, Budapest, 1912.
- Geologische Aufnahmen der königl. ung. geologischen Anstalt: Umgebung von Vágsellye und Nagysurány, Zone 13, Kol. 18. Budapest 1912.
- Geologische Aufnahmen der königl. ung. geologischen Anstalt: Fehértemplom, Szászkabánya und Ómoldova, Zone 26, 27, Kol. 25. Budapest 1912.
- Geologische Aufnahmen der königl. ung. geologischen Anstalt: Nagyszombat, Zone 12, Kol. 17. 1:75.000, Budapest, 1915.